# Rudá skvrna Junior

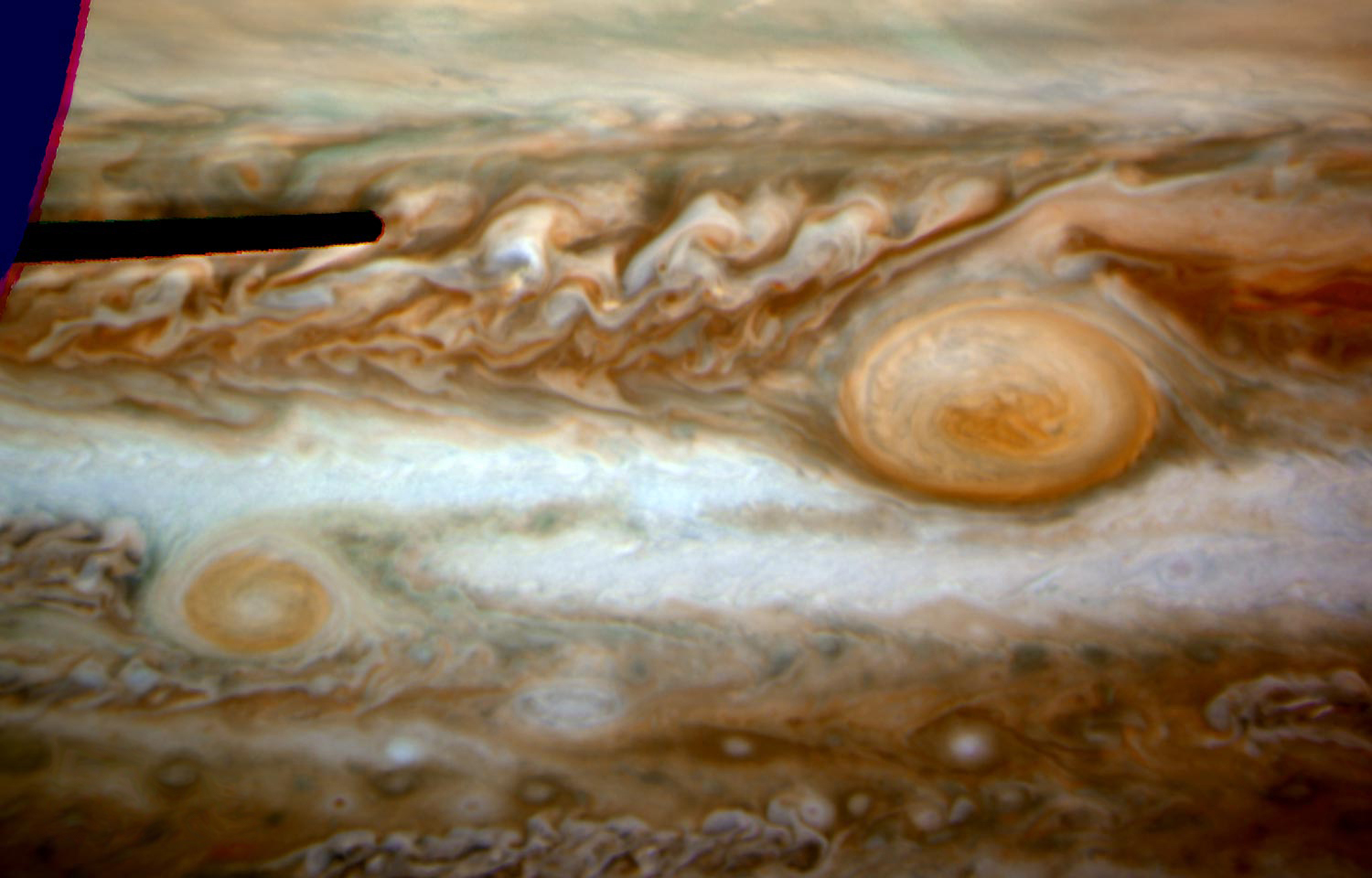
Rudá skvrna Junior (vlevo dole)

Rudá skvrna Junior též Rudá skvrna jr. (angl. také Oval BA) je atmosférický útvar na planetě Jupiter, konkrétně vír. Je nazývána Junior, protože je menší než sousední Velká rudá skvrna.

## Charakteristika
Odhadovaný průměr skvrny se pohybuje okolo 10 000 km. Nachází se velmi blízko Velké rudé skvrny, vedle které v červenci 2008 proletěla. Pozoruhodné na ní dle vědců je to, že postupně mění svou barvu.

## Původ a objev
Rudá skvrna Junior vznikla podobně jako Velká rudá skvrna. Je velmi mladá, v atmosféře Jupiteru se objevila na jaře 2006 (dle výpočtu vědců) a objevena byla 11. května 2008 na fotografiích pořízených kamerou WFPC-2 a Hubbleovým vesmírným dalekohledem 9.–10. května 2008 a na snímkcích, pořízených Keckovými dalekohledy.